# Tarzan i Jane (film)
Tarzan & Jane (2002) – pełnometrażowy film animowany Walta Disneya, oparty na serialu Legenda Tarzana. Na filmie została oparta inna część Tarzana – Tarzan 2: Początek legendy.
Premiera filmu z polskim dubbingiem odbyła się 23 czerwca 2018 roku na antenie Telewizji Polsat. Film wydany na VHS i DVD oprócz polskiej wersji w USA, w Niemczech, w Australii, w Wielkiej Brytanii, we Francji.
Film wyemitowany w telewizji na kanałach: Telewizja Polsat, Polsat Film, Puls 2, Super Polsat, Disney Channel.
Na kanałach Telewizji Polsat dostępne są wersje z udogodnieniem: Audiodeskrypcja i napisy dla niesłyszących.

## Obsada
| Wersja angielska | Postać                        | Wersja polska                |
| --- | ----------------------------- | ---------------------------- |
| Michael T. Weiss | Tarzan                        | Piotr Bajtlik                |
| Alexis Denisof | Nigel Taylor                  | -                            |
| Jeff Bennett | Profesor Archimedes Q. Porter | Mirosław Wieprzewski         |
| Olivia d’Abo | Jane Porter                   | Justyna Kowalska             |
| April Winchell | Terk                          | Elżbieta Futera-Jędrzejewska |
| Jim Cummings | Tantor                        | Adam Bauman                  |
| John O’Hurley | Neils                         | Maciej Kowalik               |
| Kevin Michael Richardson | Merkus                        | Tomasz Marzecki              |
| Nicollette Sheridan | Eleanor                       | Monika Pikuła                |
| Tara Strong | Hazel                         | Maria Sobocińska             |
| Grey DeLisle | Greenly                       | Karolina Bacia               |
| Opracowanie wersji polskiej: SDI MEDIA POLSKA Reżyseria: Katarzyna Łęcka Kierownictwo muzyczne: Monika Malec Piosenki śpiewali: Daria Kowolik, Kamil Bijoś, Patrycja Kotlarska, Paulina Barcz i Jacek Kotlarski |                               |                              |